# Internationella skidförbundet

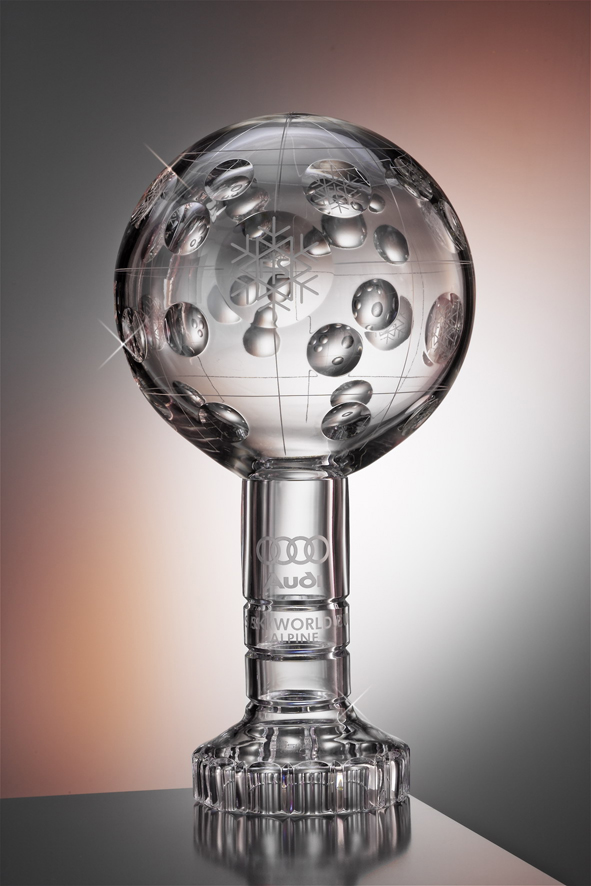
Världscupen i alpin skidåkning.

Internationella skidförbundet (franska: Fédération internationale de ski, FIS) är det internationella förbundet för främst alpin skidsport och nordisk skidsport. 1910 bildades en internationell kommitté för skidsport som 1924 blev FIS. Termen används i alla språk. FIS använder sig av tre officiella språk, engelska, franska och tyska. 14 nationella skidförbund var med vid grundandet i Chamonix i Frankrike 1924. Förbundet har numera sitt högkvarter i Oberhofen am Thunersee i Schweiz och består av 111 medlemsförbund. Jürg Capol är ordförande sedan 2007.
Den 26 maj 2022, under kongressen i Milano, röstade förbundet för att byta namn till Internationella skid- och snowboardförbundet.

## Presidenter
| Nr | Namn                  | Land    | År        |
| -- | --------------------- | ------- | --------- |
| 1. | Ivar Holmquist        | Sverige | 1924–1934 |
| 2. | Nicolai Ramm Østgaard | Norge   | 1934–1951 |
| 3. | Marc Hodler           | Schweiz | 1951–1998 |
| 4. | Gian-Franco Kasper    | Schweiz | 1998–2021 |
| 5. | Johan Eliasch         | Sverige | 2021–     |